# Antambao Andranolava
Antambao Andranolava è una città e comune del Madagascar situata nel distretto di Marovoay, regione di Boeny. 
La popolazione del comune rilevata nel censimento 2001 era pari a 4 674 unità.